# Цейльбергер, Дорон
Дорон Цейльбергер (род. 1950) — израильский математик, известный своими работами по комбинаторике.
Получил докторскую степень Института Вейцмана в 1976 году. Почётный профессор математики Ратгерского университета. Живёт и работает в США.
Цейльбергер внёс важный вклад в комбинаторику, гипергеометрические тождества и q-ряды. Цейльбергер первым доказал теорему о количестве матриц с переменным знаком. В 2011 году вместе с Мануэлем Кауэрсом и Кристофом Кочаном доказал гипотезу q-TSPP.
Известен тем, что записал компьютерную программу Шалош Б. Эхад в соавторы и публикует материалы от его имени. Число Эрдёша равно 2.
Является сторонником ультрафинитизма.

## Награды
- 1998 — Премия Лероя Стила американского математического общества в номинации «За плодотворный вклад в исследования».
- 2004 — медаль Эйлера, награда в области комбинаторики за «быстрое и эффективное использование компьютеров и алгоритмов в математике»
- В 2010 году в честь 60-летия Цейльбергера была организована конференция израильских и американских математиков.[6]
- В 2012 году избран действительным членом (fellow) Американского математического общества.[7]